# Diecéze achelouská
Diecéze Achelous je titulární diecéze římskokatolické církve.

## Historie
Achelous, ztotožnitelná s Angelokastro v dnešním Řecku, je starobylé biskupské sídlo nacházející se v římské provincii Epirus Vetus. Diecéze byla součástí Konstantinopolského patriarchátu.
Není znám žádný biskup této diecéze. Zpočátku byla sufragánnou arcidiecéze Nicopolis v Epiru a na začátku 10. století bylo sídlo Acheloi skrze Notitiae Episcopatuum císařem Leonem VI. Moudrým přiděleno k sufragannám arcidiecéze Naupactus.
Dnes je využívána jako titulární biskupské sídlo; v současnosti je bez titulárního biskupa.

## Seznam titulárních biskupů
- 1952 - 1955 Emile Durrheimer, S.M.A.
- 1955 - 1957 Stanislaus Tigga
- 1962 - 1981 Owen Noel Snedden